# Trambaix
A Trambaix Barcelona egyik villamoshálózata a háromból. A három vonalból álló hálózat hossza összesen 14 km. A forgalom 2004. április 5-én indult meg, ekkor egy napig a villamosokat ingyenesen lehetett használni. A villamos igen hamar népszerű lett, 2008-ban már a három vonal össz-utasszáma 15 057 318 fő volt.

## Vonalak
A hálózat jelenleg három vonalból áll:

### T1 vonal
- Francesc Macià
- L'Illa
- Numància
- Maria Cristina (L3)
- Pius XII
- Palau Reial (L3)
- Zona Universitària
- Avinguda de Xile
- Sant Ramon
- Can Rigal
- Ca n'Oliveres
- Can Clota
- Pont d'Esplugues
- La Sardana
- Montesa
- El Pedró
- Ignasi Iglésias
- Cornellà Centre (L5)
- Les Aigües
- Fontsanta i Fatjó
- Bon Viatge

### T2 vonal
- Francesc Macià
- L'Illa
- Numància
- Maria Cristina (L3)
- Pius XII
- Palau Reial (L3)
- Zona Universitària
- Avinguda de Xile
- Sant Ramon
- Can Rigal
- Ca n'Oliveres
- Can Clota
- Pont d'Esplugues
- La Sardana
- Montesa
- El Pedró
- Ignasi Iglésias
- Cornellà Centre (L5)
- Les Aigües
- Fontsanta i Fatjó
- Bon Viatge
- La Fontsanta
- Centre Miquel Martí i Pol
- Sant Martí de l'Erm

### T3 vonal
- Francesc Macià
- L'Illa
- Numància
- Maria Cristina (L3)
- Pius XII
- Palau Reial (L3)
- Zona Universitària
- Avinguda de Xile
- Sant Ramon
- Can Rigal
- Ca n'Oliveres
- Can Clota
- Pont d'Esplugues
- La Sardana
- Montesa
- Sant Martí de l'Erm
- Rambla Sant Just
- Walden
- Torreblanca
- Sant Feliu-Consell Comarcal

## Jövő
Tervezik, hogy a Diagonal sugárúton keresztül a villamoshálózatot összekötik a másik villamoshálózattal, így a két különálló szigetüzem teljes mértékben átjárhatóvá válik majd.